# Francesco Maria Piave
Francesco Maria Piave (Murano, 18 de maig de 1810 – Milà, 5 de març de 1876) fou un poeta, molt conegut per ser un dels llibretistes preferits de Giuseppe Verdi, sent el seu col·laborador i amic durant pràcticament tota la vida.
Piave va nàixer a Murano en la llacuna de Venècia, quan la regió estava sota el poder de Napoleó Bonaparte i formava part del que entre 1805 i 1814 del Regne d'Itàlia. Igual que Verdi, Piave va ser un fervent nacionalista italià.
Junt amb Salvatore Cammarano, va ser un dels llibretistes més prolífics en la carrera de Verdi, escrivint els llibrets per a Ernani (1844), I due Foscari (1844), Attila (1846), Macbeth (1847), Il corsaro (1848), Stiffelio (1850), Rigoletto (1851), La Traviata (1853), Simon Boccanegra (1857), Aroldo (1857) i La forza del destino (1862). Piave també va elaborar llibrets per a altres compositors com Giovanni Pacini, Saverio Mercadante, Federico Ricci i Michael Balfe. Estava previst que Piave col·laborés en l'elaboració del llibret d'Aida, però la seua mort, causada per un atac cardíac el 1876, s'hi va interposar. Fou soterrat al Cimitero Monumentale.